# Славица Шуманска-Митева
Славица Шуманска-Митева (на македонска литературна норма: Славица Шуманска-Митева) е филоложка и политик от Северна Македония.

## Биография
Родена е на 20 октомври 1980 година в град Щип, тогава в Социалистическа федеративна република Югославия. По произход е от Виница. Завършва Филологическия факултет на Скопския университет, специалност македонски и полски език и литература.
На 31 май 2017 година замества Люпчо Николовски като депутат от Социалдемократическия съюз на Македония в Събранието на Република Македония.
След гласуването на Закона за употреба на езиците през март 2018 година, във Виница ѝ е запален автомобилът.